# Nerax loewi
Nerax loewi là một loài ruồi trong họ Asilidae. Nerax loewi được Bellardi miêu tả năm 1862.